# Stephen Weiss
Pour les articles homonymes, voir Weiss.

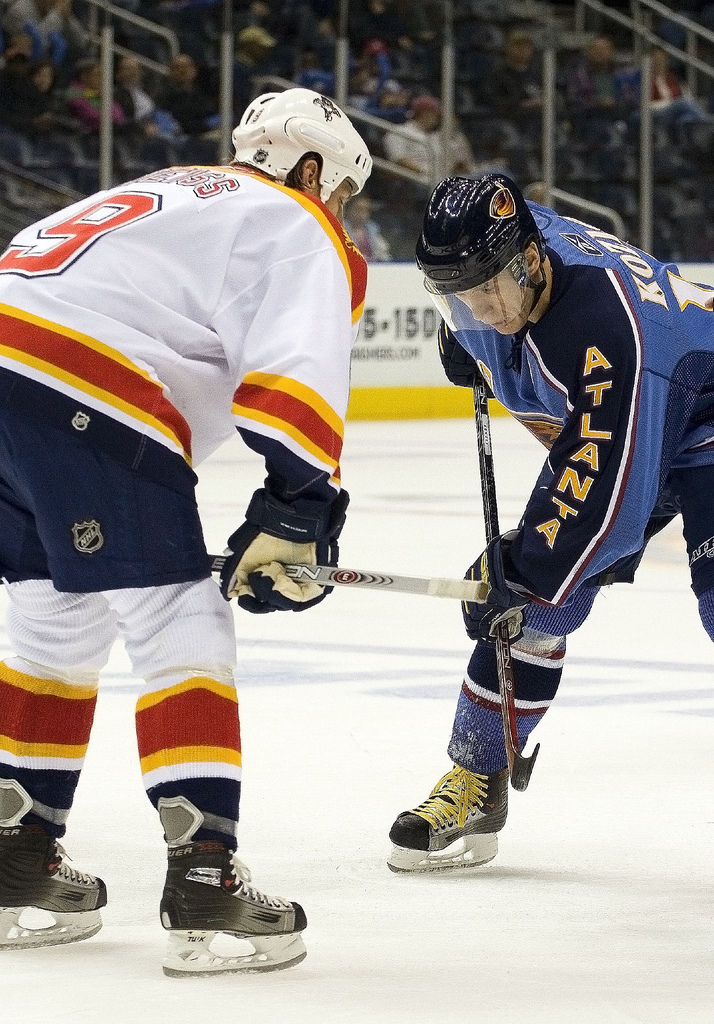
Stephen Weiss (de dos) contre Viatcheslav Kozlov des Thrashers d'Atlanta

Stephen Weiss (né le 3 avril 1983 à Toronto, Ontario, Canada) est un joueur professionnel canadien de hockey sur glace qui évoluait au poste de centre.

## Biographie
Membre des Whalers de Plymouth de la Ligue de hockey de l'Ontario, Stephen Weiss aide son équipe à atteindre la finale de la Coupe J.-Ross-Robertson lors de ses deux premières saisons mais l'équipe ne parvient pas à remporter le titre. Après une saison de 87 points en 2000-2001, il est repêché par les Panthers de la Floride au quatrième rang du premier tour lors du repêchage d'entrée de 2001 dans la Ligue nationale de hockey.
Après une troisième saison avec les Whalers en 2001-2002, il joue ses premiers matchs avec les Panthers vers la fin de la saison. Il fait ses débuts officiels avec les Panthers en 2002-2003 en jouant 77 matchs pour 21 points. Lors de la saison 2004-2005 annulée en raison d'un lock-out, il joue avec le Rampage de San Antonio, équipe affilié aux Panthers dans la Ligue américaine de hockey, puis est prêté en fin de saison aux Wolves de Chicago en compagnie de son coéquipier Jay Bouwmeester. Weiss et les Wolves se rendent en finale de la Coupe Calder mais se font balayés en quatre matchs par les Phantoms de Philadelphie.
En août 2007, il signe un nouveau contrat de six ans avec les Panthers puis en 2008-2009, il réalise son sommet personnel sur les passes décisives avec 47. La saison suivante, saison où il dépasse encore une fois les 60 points, il marque 28 buts comme exploit personnel sur le nombre de buts.
Le 23 février 2012, il joue son 614e match pour réaliser le record des Panthers du plus grand nombre de matchs joués. Durant cette même saison, il joue pour la première fois de sa carrière les séries éliminatoires de la Coupe Stanley, une première depuis 2000 pour les Panthers.
Au cours de la saison 2012-2013 écourtée à 48 matchs en raison d'un nouveau lock-out, Weiss ne joue que 17 matchs pour 4 points avec les Panthers manquant la majorité de la saison à cause d'une blessure au poignet. Il s'agit également de sa dernière saison avec l'équipe puisqu'il signe un contrat de cinq ans en tant qu'agent libre avec les Red Wings de Détroit. Son contrat est racheté par les Red Wings au bout de deux saisons.
Il prend sa retraite en 2015.

## Statistiques
Pour les significations des abréviations, voir Statistiques du hockey sur glace.

### En club
| Saison     | Équipe                   | Ligue      |     | Saison régulière | Saison régulière | Saison régulière | Saison régulière | Saison régulière |   | Séries éliminatoires | Séries éliminatoires | Séries éliminatoires | Séries éliminatoires | Séries éliminatoires |
| Saison     | Équipe                   | Ligue      | PJ  | B                | A                | Pts              | Pun              | PJ               | B | A                    | Pts                  | Pun                  |                      |                      |
| 1999-2000  | Whalers de Plymouth      | LHO        | 64  | 24               | 42               | 66               | 35               | 23               | 8 | 18                   | 26                   | 18                   |                      |                      |
| 2000-2001  | Whalers de Plymouth      | LHO        | 62  | 40               | 47               | 87               | 45               | 18               | 7 | 16                   | 23                   | 10                   |                      |                      |
| 2001-2002  | Whalers de Plymouth      | LHO        | 46  | 25               | 45               | 70               | 69               | 6                | 2 | 7                    | 9                    | 13                   |                      |                      |
| 2001-2002  | Panthers de la Floride   | LNH        | 7   | 1                | 1                | 2                | 0                | -                | - | -                    | -                    | -                    |                      |                      |
| 2002-2003  | Panthers de la Floride   | LNH        | 77  | 6                | 15               | 21               | 17               | -                | - | -                    | -                    | -                    |                      |                      |
| 2003-2004  | Rampage de San Antonio   | LAH        | 10  | 6                | 3                | 9                | 14               | -                | - | -                    | -                    | -                    |                      |                      |
| 2003-2004  | Panthers de la Floride   | LNH        | 50  | 12               | 17               | 29               | 10               | -                | - | -                    | -                    | -                    |                      |                      |
| 2004-2005  | Rampage de San Antonio   | LAH        | 62  | 15               | 23               | 38               | 38               | -                | - | -                    | -                    | -                    |                      |                      |
| 2004-2005  | Wolves de Chicago        | LAH        | 18  | 7                | 9                | 16               | 12               | 18               | 2 | 7                    | 9                    | 17                   |                      |                      |
| 2005-2006  | Panthers de la Floride   | LNH        | 41  | 9                | 12               | 21               | 22               | -                | - | -                    | -                    | -                    |                      |                      |
| 2006-2007  | Panthers de la Floride   | LNH        | 74  | 20               | 28               | 48               | 28               | -                | - | -                    | -                    | -                    |                      |                      |
| 2007-2008  | Panthers de la Floride   | LNH        | 74  | 13               | 29               | 42               | 40               | -                | - | -                    | -                    | -                    |                      |                      |
| 2008-2009  | Panthers de la Floride   | LNH        | 78  | 14               | 47               | 61               | 22               | -                | - | -                    | -                    | -                    |                      |                      |
| 2009-2010  | Panthers de la Floride   | LNH        | 80  | 28               | 32               | 60               | 40               | -                | - | -                    | -                    | -                    |                      |                      |
| 2010-2011  | Panthers de la Floride   | LNH        | 76  | 21               | 28               | 49               | 49               | -                | - | -                    | -                    | -                    |                      |                      |
| 2011-2012  | Panthers de la Floride   | LNH        | 80  | 20               | 37               | 57               | 60               | 7                | 3 | 2                    | 5                    | 6                    |                      |                      |
| 2012-2013  | Panthers de la Floride   | LNH        | 17  | 1                | 3                | 4                | 25               | -                | - | -                    | -                    | -                    |                      |                      |
| 2013-2014  | Red Wings de Détroit     | LNH        | 26  | 2                | 2                | 4                | 12               | -                | - | -                    | -                    | -                    |                      |                      |
| 2014-2015  | Red Wings de Détroit     | LNH        | 52  | 9                | 16               | 25               | 16               | 2                | 0 | 0                    | 0                    | 0                    |                      |                      |
| 2014-2015  | Griffins de Grand Rapids | LAH        | 3   | 2                | 0                | 2                | 0                | -                | - | -                    | -                    | -                    |                      |                      |
| Totaux LNH | Totaux LNH               | Totaux LNH | 732 | 156              | 267              | 423              | 341              | 9                | 3 | 2                    | 5                    | 6                    |                      |                      |

### En équipe nationale
Il a représenté le Canada en sélection jeune.
| Année | Compétition                 |   | PJ | B | A | Pts | Pun               |  | Résultat |
| 2002  | Championnat du monde junior | 6 | 3  | 1 | 4 | 6   | Médaille d'argent |  |          |

## Trophées et honneurs personnels
- 1999-2000 : nommé dans la première équipe d'étoiles des recrues de la LHO.